# Prasiola
Prasiola é um género de algas verdes da família Prasiolaceae que agrupa espécies de água doce e marinhas. O grupo constitui um clado diferenciado no contexto da classe Trebouxiophyceae.

## Descrição
Cada indivíduo é uma minúscula alga que cresce geralmente agrupada lado a lado com uma miríade de outros espécimes formando uma camada espessa sobre as rochas de fundos bem iluminados de águas pouco profundas.

## Espécies
De acordo com o AlgaeBase o gênero apresenta 50 espécies, no entanto apenas 35 são consideradas válidas.
- Prasiola anziana
- Prasiola borealis
- Prasiola calophylla
- Prasiola crispa
- Prasiola cristata
- Prasiola delicata
- Prasiola delicatula
- Prasiola elongata
- Prasiola fangchengensis
- Prasiola filiformis
- Prasiola flotowii
- Prasiola fluviatilis
- Prasiola formosana
- Prasiola furfuracea
- Prasiola glacialis
- Prasiola hubeica
- Prasiola japonica
- Prasiola johanseni
- Prasiola lanpingensis
- Prasiola linearis
- Prasiola mauritana
- Prasiola meridionalis
- Prasiola mexicana
- Prasiola minuta
- Prasiola nevadensis
- Prasiola novaezelandiae
- Prasiola sinica
- Prasiola skottsbergii
- Prasiola snareana
- Prasiola sneareana
- Prasiola stipitata
- Prasiola subareolata
- Prasiola tibetica
- Prasiola velutina
- Prasiola volcanica